# Fotbal Club Arieșul Turda
El FC Arieșul Turda es un club de fútbol rumano de la ciudad de Turda, fundado en 1907. El equipo disputa sus partidos como local en el Stadionul Marin Anastasovici y juega en la Liga III. El club, uno de los más antiguos del país, tiene una Copa de Rumania en su palmarés.

## Historia
El club fue fundado en 1907 como Muncitorul Turda y jugó en las categorías amateur del fútbol rumano hasta la temporada 1936-37, cuando ascendió a la Diviziei C. En la temporada 1960-61, ya como Arieșul Turda, el club ascendió a la Divizia B. Ese año 1961 sería el más importante en la historia del club, ya que logró ganar su primer y único título hasta la fecha, la Copa de Rumania. Antes de llegar a la final eliminó al Corvinul Hunedoara (2-0), Penicilina Iași (7-1) en octavos de final, Știința Timișoara (2-1) en cuartos de final y al UTA Arad (3-0) en semifinales. La final se disputó en el estadio Republicii de la capital, ante uno de los clubes locales, el Rapid Bucarest. El Arieşul derrotó al Rapid por dos goles a uno y la alineación del equipo fue: Vasile Suciu, Eugen Pantea, Ioachim Zăhan, Alexandru Vădan, Eugen Luparu, Ion Onacă, Vasile Mărgineanu, Vasile Pârvu, Dionisie Ursu, Gheorghe Băluțiu y Liviu Husar.
El equipo continuó en Divizia B hasta 1968, cuando descendió a la Divizia C hasta 1973, año en que regresó a la segunda división. Desde 1989 hasta 2006 jugó ininterrumpidamente en la Liga III y en 2007 nuevamente ascendió a la Liga II, donde se encuentra actualmente.

### Nombres anteriores
- Muncitorul Turda (1907–1950)
- Flamura Turda (1950–1957)
- Arieșul Turda (1957–1975, 1999–presente)
- Sticla Arieșul Turda (1975–1999)

## Jugadores
Actualizado el 12 de noviembre de 2011.

### Jugadores destacados
| - Cătălin Bozdog - Sandu Negrean - Alin Rus |

## Palmarés
Copa de Rumania:
- Campeón (1): 1960–61

Liga III:
- Campeón (6): 1964–65, 1970–71, 1972–73, 1983–84, 1986–87, 2006–07